# Casa Museo Hermanas Mirabal
La Casa Museo Hermanas Mirabal es un museo dominicano en honor a las Hermanas Mirabal. El edificio principal se corresponde a la que fuera la segunda residencia familiar en Conuco, próximo a Salcedo. Aquí vivieron durante sus últimos días Patria, Minerva y María Teresa Mirabal antes de ser asesinadas por esbirros de la dictadura de Rafael Trujillo el 25 de noviembre de 1960.
El museo cuenta con artefactos pertenecientes a las hermanas y a la familia, como vestidos, vajilla, libros, pinturas, etc. Asimismo, dispone de una biblioteca en honor a Minerva Mirabal. El jardín dispone de un espacio para exhibiciones temporales. Además, en una esquina del jardín, descansan los restos de las tres hermanas y de Manolo Tavárez Justo como una extensión del Panteón Nacional dominicano.
El centro fue abierto el 8 de diciembre de 1994 para rendir homenaje a las hermanas asesinadas. Es operado por la Fundación Hermanas Mirabal.

## Contexto
Las Hermanas Mirabal pertenecían a una familia comerciante en Ojo de Agua, paraje próximo a Salcedo, hoy en día ubicado en la provincia que lleva su nombre. Eran cuatro hermanas: Patria, Dedé, Minerva y María Teresa. Las cuatro fueron estudiantes del Colegio Inmaculada Concepción en La Vega.
De las cuatro hermanas, Minerva era la más activa políticamente. Junto a su esposo, Manolo Tavárez Justo, fundó el Movimiento Revolucionario 14 de Junio con el objetivo de derrocar la dictadura trujillista. Se les unieron María Teresa y su esposo, Leandro Guzmán. La hermana mayor, Patria, si bien no estuvo involucrada de lleno en las actividades del Movimiento, prestó ayuda a sus miembros, siendo su casa sede de reuniones y almacén de las pocas armas que poseían.
En enero de 1960, a los pocos días de concretado el Movimiento, las hermanas Minerva y María Teresa fueron apresadas y entre los días 19 y 23 de enero fueron llevadas junto a otras mujeres a la cárcel "La 40". Fueron liberadas el 7 de febrero siguiente, pero el 18 de mayo los agentes de la dictadura dirigieron a las dos hermanas y a Tomasina Cabral de nuevo a prisión. Estuvieron en este estado hasta el 9 de agosto.
Incluso en libertad, las hermanas eran vigiladas constantemente por los agentes del Servicio de Inteligencia Militar (SIM). Minerva y María Teresa se fueron a vivir en casa de su madre, doña Chea, en lo que hoy es el museo. Patria vivía a pocos minutos en el paraje Conuco.
El 25 de noviembre de 1960, Minerva y María Teresa viajaron hasta Puerto Plata, adonde habían trasladado a sus esposos, Manolo y Leandro. Las acompañaban Patria, la hermana mayor, y Rufino de la Cruz, quien conducía el vehículo. Cuando iban de regreso, fueron interceptados, hechos prisioneros, golpeados y asesinados. Los agentes del SIM luego intentaron simular un accidente en la carretera.
Ante la noticia, los cuerpos de las hermanas fueron trasladados a la casa materna. Allí fueron velados por la madre, Doña Chea, y la hermana sobreviviente, Dedé. El hecho conmocionó al país y dio más fuerza al movimiento antitrujillista. Seis meses más tarde, el 30 de mayo de 1961, Trujillo sería ajusticiado y su régimen llegaría a su fin.
Las Mirabal se convirtieron en ejemplo de la lucha por la libertad y la justicia. La provincia en la que nacieron, y donde se encuentra el museo, fue rebautizada como Hermanas Mirabal en su honor en 2007.

## El museo

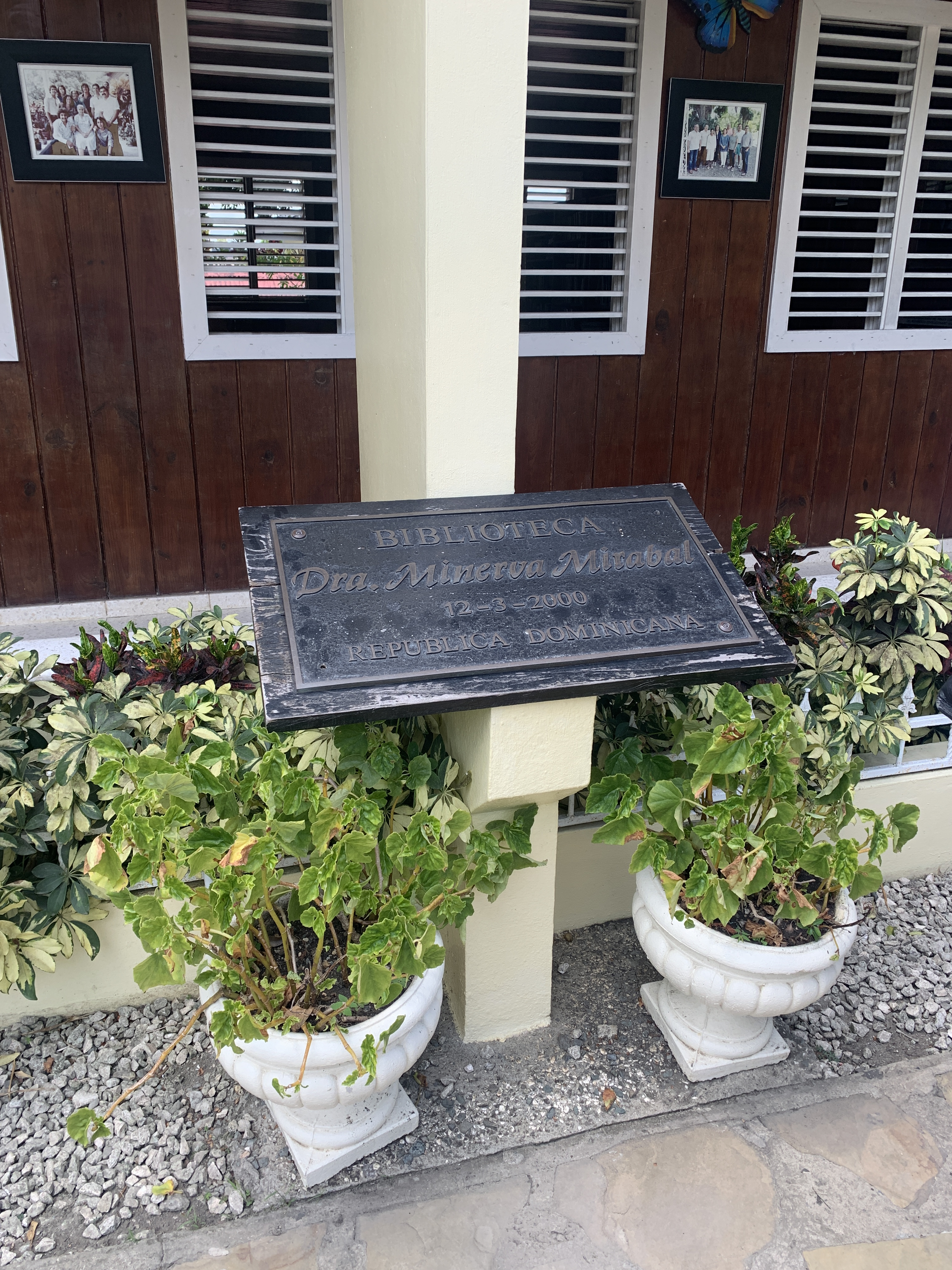
Placa frente a la Biblioteca Minerva Mirabal

La casa fue reconvertida como museo y abrió al público en 1994 por la Fundación Hermanas Mirabal.
Entre los artículos familiares se encuentran muebles, vajilla, pinturas, carboncillos, libros, utensilios de cocina, etc. En las habitaciones se pueden ver objetos que pertenecieron a las hermanas.
La visita comienza con el comedor y la sala. En este lugar fueron expuestos los cuerpos sin vida de las hermanas. En una pared se pueden observar las pertenencias que tenían en el momento del asesinato, así como un paño ensangrentado usado por Dedé Mirabal para limpiar el cuerpo de sus hermanas. También se pueden ver dibujos en carboncillo hechos por Patria y pinturas al óleo obra de Minerva.
La primera habitación que se visita es la que correspondió a Doña Chea y a Patria. Las paredes están decoradas con fotos familiares y el armario cuenta con prendas de ambas mujeres.
La visita continúa en la habitación de María Teresa y en las paredes se ven fotos de su boda. El centro del cuarto lo ocupa una caja transparente en la que Dedé guardó el cabello de María Teresa, tan característico de ella, para conservar su recuerdo. Todavía se pueden observar ramas y hojas entre el cabello.
A continuación está la habitación que ocupó Minerva. Aquí podemos ver su diploma de bachiller, su vestido de novia y la máquina de escribir en la que realizó su tesis doctoral.

## El jardín

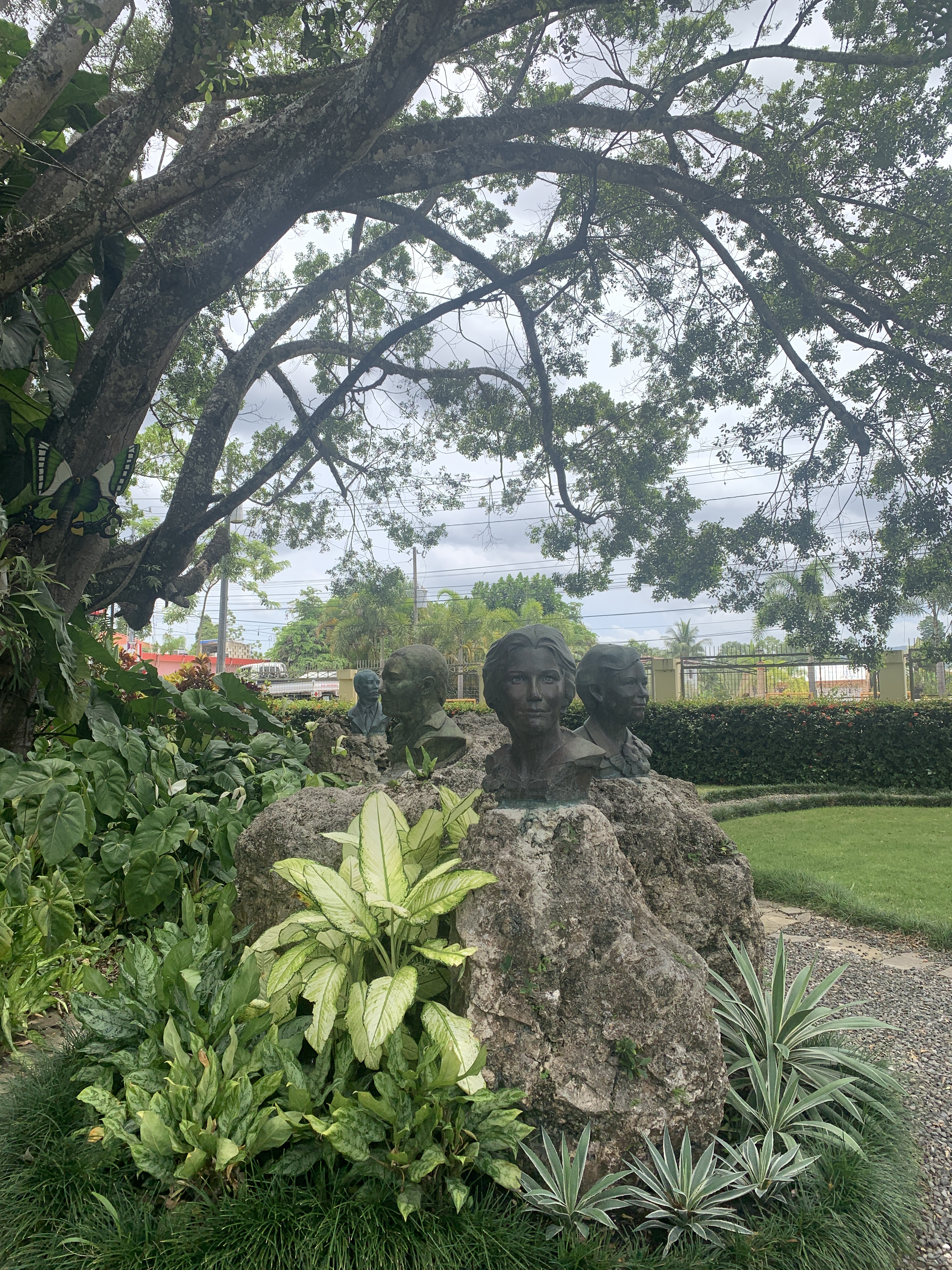
Busto de las hermanas Mirabal en el jardín; de fondo, el busto de Manolo Tavárez Justo

El jardín de la casa se ha mantenido en memoria de las hermanas. Allí se pueden ver volar mariposas, símbolo de las heroínas en la lucha contra la dictadura de Trujillo.
En el recorrido del jardín se ofrecen exhibiciones temporales a cargo de la Fundación Hermanas Mirabal.
En este jardín descansan los cuerpos de las hermanas, junto a Manolo Tavárez Justo. El mausoleo es un espacio circular en cuyo centro se levanta un monumento rodeado de agua, como símbolo de la vida. Este mausoleo fue declarado como extensión del Panteón Nacional dominicano mediante el decreto n.º 1211-00.